# Szakaki Júja
Szakaki Júja (榊 遊矢, ’Sakaki Yūya’) a Yu-Gi-Oh! Arc-V anime főszereplője. Barátnője Hiiragi Juzu. Édesapja Szakaki Júsó, édesanyja Szakaki Jóko.
Szakaki Júja a pendulum (inga) idézés úttörője. Szakaki Júja paklija a Performapal, a Magician és az Odd-Eyes archetípusokra épül. Szakaki Júja dimenziós hasonmásai: Júr (Fúziós dimenzió), Júgó (Szinkró dimenzió), és Júto (XYZ dimenzió).
Szakaki Júja japán szinkronhangja Ono Kensó.